# Colinus cristatus
El colín crestudo, perdiz crestada o codorniz crestada (Colinus cristatus) es una especie de ave galliforme de la familia Odontophoridae distribuida desde Centroamérica encontrándose en Guatemala, Nicaragua, Costa Rica y Panamá. En Suramérica esta en toda la región Caribe de Colombia y Venezuela, la cordillera de Los Andes y los llanos de estos países, el Macizo Guayanés y la costa de las guayanas hasta la desembocadura del Amazonas en Brasil. En las Antillas Menores se ha registrado su presencia sólo en Aruba, Curazao e Isla de Margarita (Venezuela), ha sido recientemente introducida en Santo Tomás y Las Granadinas. Prospera principalmente en el bosque seco tropical y las planicies, aunque puede observársele en zonas montañosas hasta los 2,200 m s. n. m.
Posee un plumaje con manchas blancas en su pecho y su parte posterior es de un tono café oscuro, con manchas negras y blancas. 
También se le puede llamar perdiz sabanera por su facilidad de encontrarlas en los llanos venezolanos y colombianos, y perdiz común porque hay en grandes cantidades.

## Características
Es un ave más bien pequeña; mide entre unos 18 y 22 cm aproximadamente. Pesa aproximadamente 125 g ; y es un ave que posee dimorfismo sexual; en la hembra la ceja y la garganta son de color rufo, además posee un pico negro en su totalidad. El macho no posee color rufo en su cabeza, ni tampoco un pico totalmente negro; tiene una pequeña tonalidad café. Ambos poseen una pequeña cresta, pero la del macho es más "desordenada" que la de la hembra. Poseen un pecho que exhibe manchas de color blanco. Sus alas son de color café oscuro, con manchas negras y pequeñas manchas blancas. Sus patas son de color carne.

## Comportamiento
Normalmente se encuentran en cultivos de caña o de arroz, como también en pastizales enmalezados. Las codornices crestadas se mantienen en la vegetación densa la mayor parte del día, pero en la mañana y el atardecer se aventuran en los caminos, donde se alimentan de semillas y recolectan pequeñas piedras. Normalmente deambulan en bandas pequeñas. Cuando se asustan, los integrantes de una bandada se aglomeran y corren rápidamente como boliches animados o levantan vuelo en forma corta y ruidosa.